# زلزال فرنجيا 1986
زلزال فرنجيا 1986 حدد بتمام الساعة 21:28 بتاريخ 30 أغسطس، ,وقتل شخصان و 500 إصابة ودمر قرابة 50,000 منزل. ثاني أكبر زلزال في المنطقة.